# Letas Lacus
Il Letas Lacus è una struttura geologica della superficie di Titano.